# ロベール・デスノス
ロベール・デスノス（フランス語: Robert Desnos, 1900年7月4日 - 1945年6月8日）は、フランスの詩人、放送作家、映画・音楽評論家、ジャーナリスト、ホロコースト生還者(しかし感染していたチフスにより解放直後に死去)。ダダイスム、シュルレアリスムの運動に参加し、アンドレ・ブルトンに「シュルレアリスムの預言者」と称されたが、1929年の第二宣言により離反。1933年に『ファントマ』新シリーズの宣伝のためにアレホ・カルペンティエル、クルト・ヴァイル、アントナン・アルトーと共同で制作した「ファントマ大哀歌」が成功を収めたことを機に、ラジオ番組の制作、音楽・映画評論の執筆に専念。対独レジスタンス運動に参加し、ゲシュタポに逮捕され、テレージエンシュタット強制収容所（チェコスロバキア）の解放直後に死去した。

## 生涯

### 背景
1900年7月4日、ロベール・ピエール・デスノスとしてパリ11区リシャール・ルノワール大通り32番地に生まれた。ロベール・ピエールは音が「ロベスピエール」に通じるため、後のシュルレアリスムの催眠実験で「ロベスピエール」と何度も書き付けるなど、この革命家と「神秘的な結び付き」があると主張していた。
デスノス一家はパリ2区レ・アール地区のサン・マルタン通り、次いで4区のロンバール通り、リヴォリ通りへ越したが、いずれも商人や職人が多く住むパリの下町で、父リュシアンはエミール・ゾラが「パリの胃袋」と呼んだ中央市場（レ・アール）の卸売業者で、2区の助役を務めていた。

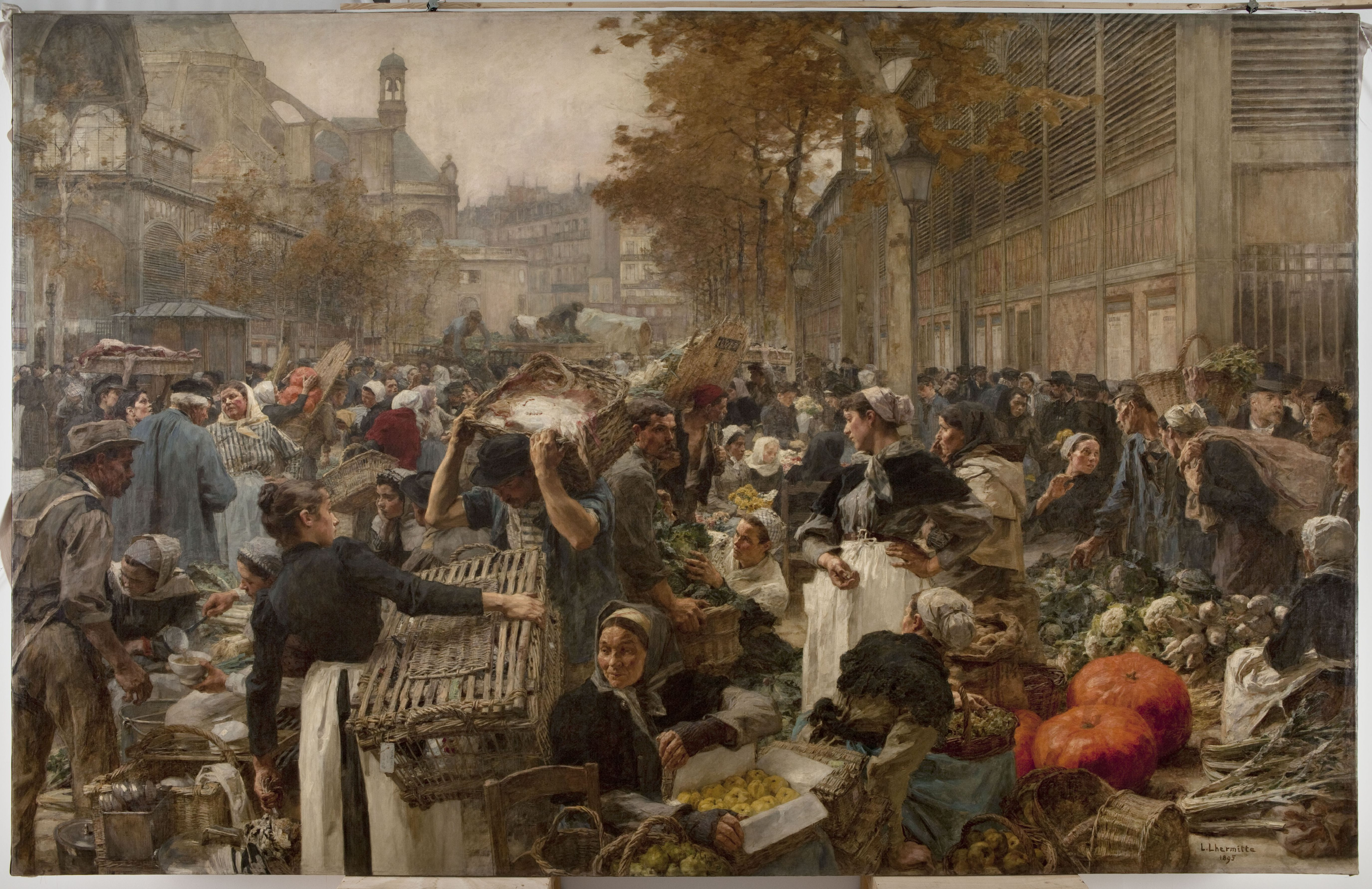
レオン・レルミット作《レ・アール》（「パリの胃袋」中央市場、1895年、プティ・パレ蔵）

少年デスノスは、『プティ・パリジャン』紙や『プティ・ジュルナル』紙の付録として刊行された漫画新聞『レパタン』や『ラントレピッド』、ギュスターヴ・エマールの冒険小説や大衆小説を愛読した。とりわけ、後に彼の仕事に直接影響することになる怪盗ファントマのシリーズ、一世を風靡したピエール・スーヴェストルとマルセル・アランの大衆小説『ファントマ』が新聞に連載されたのは1911年から13年にかけてのことであった。また、映画の創成期であったため、『ファントマ』をはじめとし、これまで本の世界にしか存在しなかった冒険を視覚的に体験できるようになった。デスノスはこのように、子どもの頃から紙媒体以外の音（声）や映像の世界に親しんでおり、後に放送作家や映画評論家としても活躍する彼の背景となっている。
父は商業を勉強して家業を受け継ぐことを望んでいたが、早くから詩人を志してコレージュを退学。職を転々としながら、独学で教養を身につけ、特にヴィクトル・ユーゴーの小説やシャルル・ボードレールの詩を耽読した。

### 象徴主義の影響
1919年からジャン・ド・ボンヌフォンに師事し、秘書を務めた。ボンヌフォンは、「反教権主義的カトリック教徒」を自称して政教分離を支持し、また、出版社を設立して複数の文学雑誌を主宰した人物である。同年、前衛雑誌『トレデュニオン』に初めて数篇の詩を発表した。ギヨーム・アポリネールの影響が伺われる詩であった。また、「文学、政治、芸術、ユーモア」を副題とする社会主義的な雑誌『トリビューヌ・デ・ジューヌ』 などにも発表し始めたが、デスノスの初期の詩は、アポリネールに限らず、ボードレール、ローラン・タイヤード、ジェルマン・ヌーヴォー、アルチュール・ランボーなどの高踏派、象徴主義の影響の強いものであった。
第一次大戦後のパリでは新しい芸術・文学運動が次々と起こったが、なかでも重要なのは、既成の価値の破壊やブルジョア的な社会秩序の壊乱を目指すダダイスムの運動であり、アンドレ・ブルトンと1919年に活動の場をチューリッヒからパリに移したトリスタン・ツァラが中心的な役割を果たしていた。この頃出会ったほぼ同い年の詩人で、1920年にブルトンに出会ったばかりのバンジャマン・ペレ を介して運動に参加しようとしたが叶わず、おまけに徴兵年齢に達していた。デスノスは兵役に服し、オート＝マルヌ県ショーモンの部隊、次いでモロッコの部隊に配属された。

### シュルレアリスム

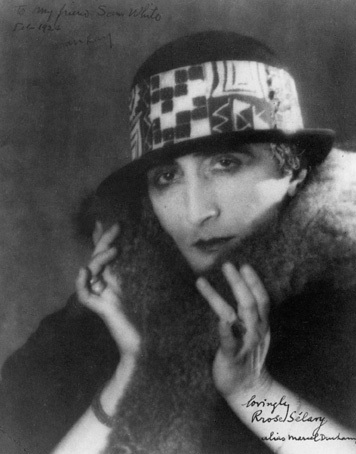
マン・レイ撮影のマルセル・デュシャンの女装肖像写真《プローズ・セラヴィ》（1921年、フィラデルフィア美術館蔵）

1年間の兵役を終えてパリに戻ったとき、すでにダダイスムの運動は終焉に向かっていた。主な原因はブルトンとツァラの対立、決裂であったが、一方で、ブルトン、ルイ・アラゴン、フィリップ・スーポーが1919年3月に創刊し、一時はダダイスムの機関誌でもあった文学雑誌（むしろ反文学雑誌）『リテラチュール (文学)』が次第にダダイスムから離れて新たな方向を模索し始めていた。デスノスは1922年9月の『リテラチュール』誌第4号から詩を発表し始め、1924年6月の最終号（第13号）まで毎回寄稿した。特筆すべきは同誌にマルセル・デュシャンが（マン・レイ撮影のデュシャン女装肖像写真《プローズ・セラヴィ》で知られる）「ローズ・セラヴィ（プローズ・セラヴィ）」の偽名でアフォリズムや言葉遊戯の詩を書いていること、そしてデスノスがこれを受けて「プローズ・セラヴィ」と題するアフォリズムや言葉遊戯の詩を書いていることである。たとえば、「賢人（サージュ）の解決策（ソリュシオン）とは、（書物の）ページ（パージュ）を汚すこと（ポリュシオン）なのか (La solution d’un sage est-elle la pollution d’un page ?)」、「プローズ・セラヴィは知りたいと思う、愛・性行為（アムール）というこのハエ取り紙（コラムーシュ）は、柔らかい布団（モルクーシュ）を硬くするものなのかどうか (Rrose Sélavy voudrait bien savoir si l’amour, cette colle à mouches, rend plus dures les molles couches.)」などである。
さらに重要なのは、1922年11月の『リテラチュール』誌第6号に「霊媒の登場」と題する報告書が掲載されたことである。これは同年9月に行われた催眠実験の報告書で、デスノス、ペレ、ルネ・クルヴェルが被験者になり、催眠状態に入った3人が他の参加者の質問に答えるという霊媒実験を模した試みであった。ブルトンとスーポーはすでに1919年にフロイトの自由連想法の影響を受けた自動記述、すなわち、理性に制御されない純粋な思考の表現を試み、翌1920年に自動記述による『磁場』を発表していた。デスノスは遅れて参加したとはいえ、自動記述、催眠実験、夢の記述などシュルレアリスムのあらゆる試みにおいて自由自在にとめどなく語り、詩を書き、素描を描いた。しかもそれらは音楽性のある表現であった。ブルトンは、デスノスの「デペイズマンの力」を称え、「シュルレアリスムの預言者」であるとし、シュルレアリストのなかでも「最もシュルレアリスムの真実に近づいた人間」だと評した。
『リテラチュール』誌が終刊となった1924年は、シュルレアリスムの運動が正式に発足した年である。パリ7区のグルネル通りにシュルレアリスム研究所が設立され、シュルレアリスム宣言が発表され、さらに同年末には文芸誌『シュルレアリスム革命』が創刊された。この運動の重要なテーマをすべて取り上げ、ブルトン、アラゴン、スーポー、クルヴェル、ペレのほか、ポール・エリュアール、アントナン・アルトー、ミシェル・レリス、レーモン・クノー、ジャック・バロン、ピエール・ナヴィルらが主な寄稿者で、芸術家ではマックス・エルンスト、アンドレ・マッソン、ジョルジョ・デ・キリコ、ルネ・マグリット、フランシス・ピカビア、マン・レイ、デュシャンらが作品を掲載した。本誌は1929年12月15日の第12号をもって終刊となったが、デスノスは創刊号から第11号まで毎回寄稿し、その多くが『リテラチュール』誌掲載の詩と同様に言葉遊戯を駆使したユーモラスなものである。同誌掲載の詩は、巖谷國士編『シュルレアリスムの箱』所収の「亡霊の日記」を除いてほとんど邦訳されていないが、1927年に代表作の散文『自由か愛か』を発表し、1930年にはそれまで雑誌に発表した詩を『肉体と幸福』として出版した（著書参照）。
一方、アラゴン、ブルトン、エリュアール、レリス、ペレ、デスノスらのシュルレアリストは次第に共産主義に傾倒し、アンリ・バルビュスが1919年に発表した『クラルテ』 を契機として共産主義知識人らが起こした国際的な反戦平和運動の機関誌『クラルテ』 に寄稿するようになった。デスノスは1925年11月の第78号に「シュルレアリスムの革命的な意味」と題する記事を掲載している。しかし、共産主義との関わりはこの後、次第に運動内の分裂の契機となり、ブルトン、アラゴン、エリュアール、ペレが共産党に入党したのに対して、デスノスはスーポー、アルトーとともに（共産主義の思想とは別に）政党に関わることは拒否し、シュルレアリスムの活動と並行して、ジャーナリストとして、『パリ・ソワール』紙、『ル・ソワール』紙、『パリ・マティナル』紙、『ル・メルル』紙などの大衆紙にも寄稿し始めた。

### ブロメ通りバル・ネーグル -「謎の女」イヴォンヌ

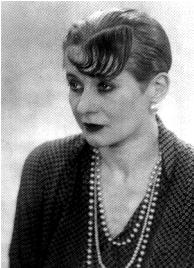
イヴォンヌ・ジョルジュ（1928年頃、Fonds Jacques Doucet）

デスノスはモンパルナス（パリ15区）ブロメ通りに住んでいた。モンパルナスは当時、1900年代から1910年代にかけて前衛芸術・文学の中心であったモンマルトルから活動の拠点を移した前衛芸術家・文学者（あるいはボヘミアン）が多く住む地区であったが、とりわけ、ブロメ通りにはパブロ・ガルガーリョとジョアン・ミロの共同のアトリエやアンドレ・マッソンのアパートに多くの芸術家や文学者が訪れていた。デスノスは、アンティル出身の黒人が多く集まるダンスホール（キャバレー）兼ジャズ・クラブで、狂乱の時代と呼ばれる1920年代に全盛を極めたブロメ通り33番地の「バル・ネーグル」（現「バル・ブロメ」）からほんの数メートルのところに住んでいたため、「バル・ネーグル」の常連であり、ここで、ベルギー生まれの歌手のイヴォンヌ・ジョルジュと出会った。「坂口安吾が絶賛し、コクトーやサティを刺激し」、早川雪洲とも共演したことがあるという女性だが、1930年に34歳で夭折した。現在残っているアルバムは1枚だけだが、デスノスは彼女の声に魅せられて音楽評論を書き、詩に歌っている。とりわけ、「あまりにきみを夢見たので」（堀口大學訳『デスノス詩集』所収）、「謎の女へ」に歌われる女性であり、マン・レイの映画『ヒトデ（海の星）』（1928年）の脚本は、デスノスがこの「謎の女」について書いた詩を翻案したものである。15分ほどのこの無声映画は、マン・レイの愛人「モンパルナスのキキ」（アリス・プラン）が「謎の女」を演じ、デスノスも最後の場面に姿を見せる。

### シュルレアリスム運動からの離反
一方で、上述の共産党入党をめぐってシュルレアリスム運動内に分裂が生じ、他方で、デスノスのジャーナリズム活動や彼の詩の叙情的な傾向がブルトンらに批判されたことから、デスノスは次第にシュルレアリスムから離れて行った。こうした分裂は、1929年にシュルレアリスムの政治的な立場を明確にした第二宣言が発表されたときに決定的なものとなり、デスノスのほか、アルトー、スーポー、レリス、マッソン、ピカビアが脱退した。
1930年にはジョルジュ・バタイユを中心に元シュルレアリスト20人が参加して、ブルトンと彼を中心とするシュルレアリスムを批判する小冊子『死骸』が刊行された。20人のうち5人は、これもバタイユとトロカデロ民族学博物館（現人類博物館）の副館長ジョルジュ・アンリ・リヴィエールによって1929年4月に創刊された考古学、美術、民族誌学の学術雑誌『ドキュマン』の寄稿者であった。ブルトン批判の『死骸』寄稿者、かつ、『ドキュマン』誌寄稿者であったシュルレアリスム離反者は、デスノス、レリスらである。とはいえ、デスノスは、この頃、民族学者としても活躍し始めていたレリスと違って、『ドキュマン』誌に頻繁に寄稿していたわけではない。しかも、同誌は早くも翌1930年に終刊となった。

### 音楽・映画評論、庶民文化
デスノスは以後、音楽評論、映画評論を多く書くようになり、また、詩作は続けていたものの、その傾向は生まれ育った下町の文化や民衆言語への関心に基づく、より庶民的なものへと変わっていった。
1928年のキューバ旅行は一つの転機とあった。ルンバのようなパリでは馴染みのない音楽（リズム、音）に惹かれ、また、アレホ・カルペンティエルと出会ったことで政治への関心を深めた。カルペンティエルは同年、フランスに亡命し、以後、活動を共にすることになる。
デスノスが1926年から1927年にかけて書いた550行の長詩『愛なき夜ごとの夜』は、音楽的な要素の強い抒情詩であり、1930年にアンヴェールで刊行されたが、販売はせず、1942年の『財産』に収められることになるが、この詩の一部にイヴ・モンタンが曲を付けて歌っている。また、アルテュール・オネゲルやアンリ・クリケ＝プレイエルの映画音楽の歌詞も書いている。

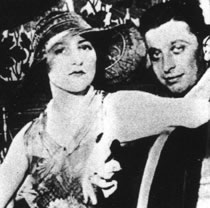
デスノスとユキ（1933年、Archives Desnos）

1929年の世界恐慌の影響で、デスノスは生計を立てるためにジャーナリズムにますます深く関わるようになった。藤田嗣治の妻で、彼が「薔薇色の雪」のような肌からユキと名付けたリュシー・バドゥに出会い、1931年から生活を共にすることになった。1934年に、二人はパリ6区マザラン通り19番地に越し、1944年にデスノスがゲシュタポに逮捕されるまで共に暮らした。ここで毎週土曜の「マザラン通りの土曜の会」と呼ばれた集まりには多くの作家や芸術家が参加した。当時パリに住んでいたヘミングウェイ（アメリカ）やカルペンティエル（キューバ）が招かれたほか、ミゲル・アンヘル・アストゥリアス（グアテマラ）、（エメ・セゼール、レオポール・セダール・サンゴールとともにネグリチュードの運動を率いた）レオン＝ゴントラン・ダマス（フランス領ギアナ）など当時まだほとんど無名であった外国人作家らとも親しく、レリスは、デスノスは「普遍主義的精神」の持ち主であったと語っている。

### 放送作家 -「ファントマ大哀歌」

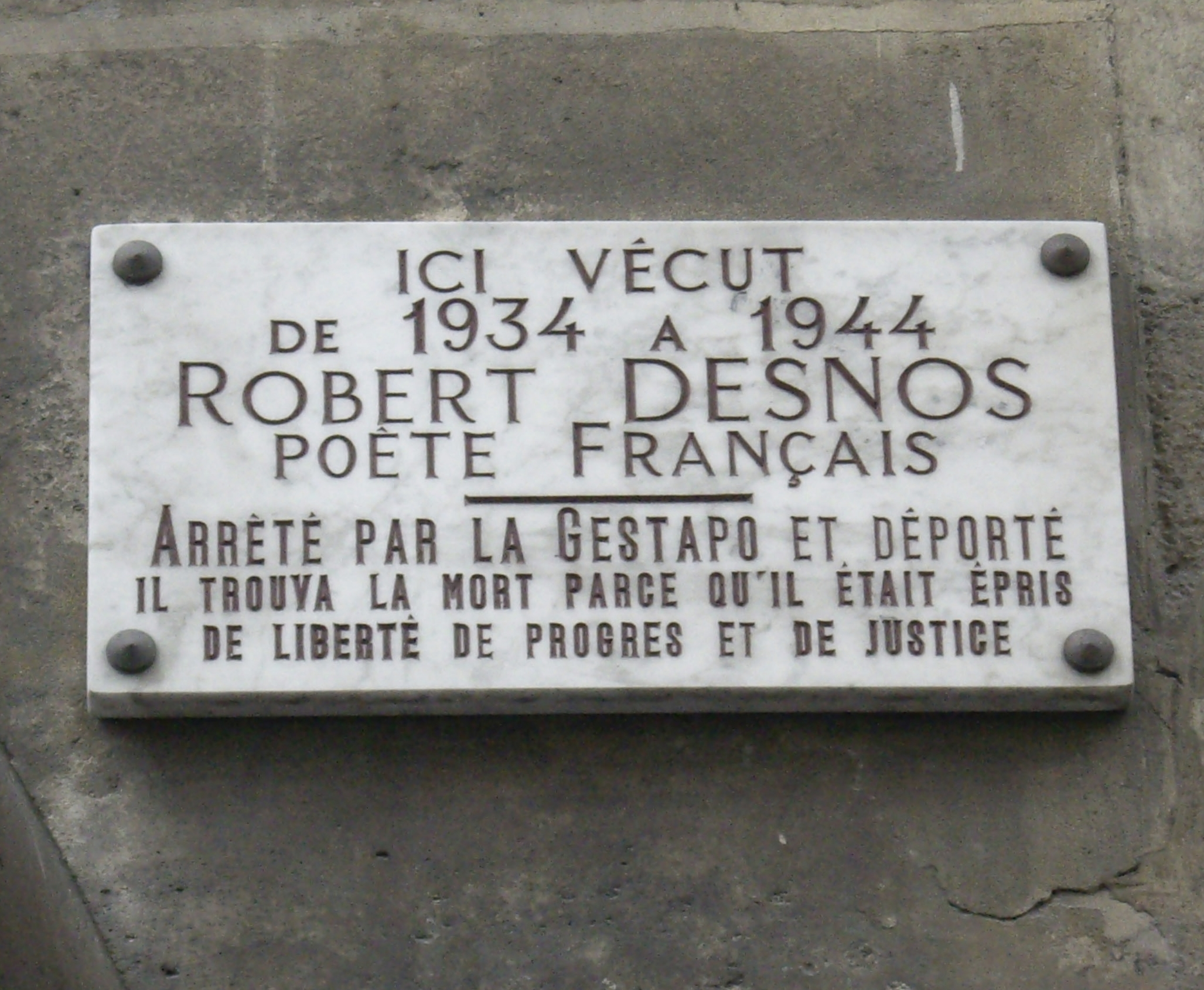
デスノスとユキが住んでいたパリ6区マザラン通り19番地にある銘板 -「ゲシュタポに逮捕され、強制移送された。進歩と正義の自由への情熱に溢れた人であったがために死す」と書かれている。

1933年、フランスにおけるラジオ放送の草分けとして知られるポール・ドゥアルムからの誘いでラジオ番組の制作や宣伝を担当。同年11月3日、『ファントマ』新シリーズの開始に伴い、「ファントマ大哀歌」を制作し、大成功を収めた。これは、大衆小説『ファントマ』の第2弾が（スーヴェストルの没後）マルセル・アランによって11月3日から『プティ・ジュルナル』紙で連載されることになり、この宣伝のために、「12場から成る連続ドラマ（演劇）」として制作されたものである。デスノスの作詞にクルト・ヴァイルの作曲、アントナン・アルトーが演出を担当してファントマの役割も兼ね、音楽監督はアレホ・カルペンティエルであった。新聞連載第1回の11月3日に合わせて、宣伝のためにラジオ・パリで放送された「ファントマの夕べ」は、歌手、俳優、朗読・演奏家約100人が参加し、準備に数週間を要するほどの大規模なものであった。「ファントマ大哀歌」の成功により、以後、デスノスはフォニリック番組（または「フォニリック・スタジオ」）という文学番組担当として正規に雇用されることになった。カルペンティエルも引き続き彼の番組の音楽を担当した。デスノスの番組は、世界各国の文化を紹介し、クラシック音楽からシャンソン、バラエティ番組まで、パスカル、ライプニッツからお化け屋敷、方言まで多岐にわたるジャンルや話題を取り上げた。また、シュルレアリスム時代からの夢の記述への関心から、視聴者から夢に見た話を募り、『夢』という番組を組むなど新しい企画を取り入れたことも成功につながった。
一方で、ファシズムの台頭、スペイン内戦などに危機感を募らせ、国際革命作家同盟 (UIER) のフランス支部「革命作家芸術家協会」に参加し、アラゴンが編集長を務める同協会の機関誌『コミューン』および共産党の機関誌『ス・ソワール (今夜)』に寄稿したり、同じくアラゴンが事務局長を務め、人民戦線の様々な文化団体が参加していた文化会館の活動に参加したりと、次第に共産党の活動に関わるようになった。また、1937年に人類博物館を創設したポール・リヴェが会長を務める反ファシズム知識人監視委員会に参加。後に対独レジスタンス運動の一つの重要な拠点となるこの博物館の創設時には、これを記念して、デスノス作詞、ダリウス・ミヨー作曲の「人類博物館の落成式のためのカンタータ」が発表された。

### 第二次大戦 - 対独レジスタンス
1939年9月に第二次大戦が勃発し、デスノスは動員された。1940年5月にドイツ軍がフランスに侵攻、6月22日には独仏休戦協定が締結され、パリを含むフランス北部はナチス・ドイツの占領下に置かれた。1942年11月に、ドイツ軍は南部のヴィシー政権下の自由地域への侵攻を開始。この間、デスノスはユキとともにパリに留まり、対独レジスタンスに参加した。ラジオ番組の制作を中断せざるを得なくなり、1940年9月にアンリ・ジャンソンによって創刊された『オージュルデュイ』紙の記者を務めたが、ジャンソンはヴィシー政権を批判し、ドイツ軍の反ユダヤ主義に抵抗して編集長を辞任。ジャンソンの仕事を引き継いでしばらく記者活動を続けたが、やがて同紙を離れて地下活動に入った。ミシェル・オラール陸軍中佐が結成したレジスタンス・グループAGIR（Réseau AGIR）に参加し、地下出版の新聞に秘密情報を提供する役割を担い、また、ユダヤ人やレジスタンス運動家のために身分証明書を偽造する活動にも参加した。
一方、詩作を再開し、30年代に書かれた詩を編纂した『財産』（1942年）、詩と歌や音楽を組み合わせたリフレインによる『覚醒状態』（1943年）、子供向けの『お話歌』（1944年）、隠語によるソネット『アンドロメダとの入浴』（1944年）などを刊行。さらに、1943年にはポール・エリュアールが編纂したレジスタンスの詩人22人の作品集『詩人たちの名誉』（地下出版の深夜叢書から刊行）に「遺産」、「戦争を憎む心」、翌年刊行された第2部「欧州編」には「シャンジュ橋の夜回り」（堀口大學訳『デスノス詩集』所収）などを偽名（リュシアン・ガロワ、ピエール・アンディエ、ヴァランタン・ギロワ）で発表した。
1944年2月22日の朝、マザラン通りの自宅でゲシュタポに逮捕された。フレンヌ刑務所に収容された後、コンピエーニュ（オワーズ県）のロワイヤリュー収容所に移送され、4月27日に（ユダヤ人を除く）レジスタンス運動家専用の列車でアウシュヴィッツ強制収容所、次いでブーヘンヴァルト強制収容所、さらにフロッセンビュルク強制収容所、最後に2週間に及ぶ死の行進の後、1945年4月14日にテレージエンシュタット強制収容所（チェコスロバキア）に到着した。収容所は5月9日にソ連赤軍によって解放されたが、衰弱しきってチフスを患っていたデスノスは、6月8日に死去した。最期に立ち会ったのは、かつてパリで知り合った2人のチェコ人医学生であった。享年44歳。モンパルナス墓地に眠る。
なお、死亡時に医学生の一人が死亡時に発見したという「最後の詩」は、没後作品集に収められ、フランシス・プーランクが作曲するなど、一時は代表作の一つと見なされたが、実際には上述のイヴォンヌに捧げた「あまりにきみを夢見たので」の最後の部分と酷似しており、実際にデスノスが書いたものかどうかは不明である。
デスノスの遺灰を前にしたエリュアールは、「デスノスの詩は勇気の詩だ。自由の思想が凄まじい炎のように走っている」と語った。

## 著書
- Rrose Sélavy (プローズ・セラヴィ), 1922-1923 - 初版『リテラチュール』誌掲載
- L’Aumonyme (恵みの同音), 1923 - 初版『リテラチュール』誌掲載
- Deuil pour deuil (喪には喪を), 1924
- Les gorges froides (冷たい喉) , 1926
- C’est les bottes de sept lieues cette phrase « Je me vois », Éditions de la Galerie Simon, 1926 - アンドレ・マッソンによる挿絵
- La Liberté ou l'Amour, 1927
  - 『自由か愛か』窪田般彌訳、白水社、1976年
- Nouvelles Hébrides suivi de Dada-Surréalisme (ヌーヴェル・エブリード、ダダ＝シュルレアリスム), 1927
- Langage cuit (火を通した言葉) 1929 - 初版『シュルレアリスム革命』所収
- Les Ténèbres (闇), 1927
- La Place de l'Étoile, 1929 - 『ル・ソワール』紙掲載の戯曲
  - 「海星広場」小笠原豊樹訳、『盲目の女神 ― 20世紀欧米戯曲拾遺』みすず書房、2011年
- Corps et biens (肉体と幸福), Gallimard (NRF), 1930 - 上記の詩を編纂した詩集
- Sans cou (首なし), 1934
- Les Hiboux (フクロウ / 人間嫌い), 1938
- Fortunes (財産), 1942
- The Night of loveless nights (愛なき夜ごとの夜), 1930 - ジョルジュ・マルキーヌ（フランス語版）による挿絵
- État de veille (覚醒状態), R.-J. Godet, 1943 - 詩集
- Le vin est tiré... (身から出た錆), Gallimard (NRF), 1943 - 小説
- Le Legs (遺産), Ce cœur qui haïssait la guerre (戦争を憎む心) - ポール・エリュアール編『詩人たちの名誉』所収 - 深夜叢書から地下出版、リュシアン・ガロワ、ピエール・アンディエの偽名による - 1943
- Le Veilleur du Pont-au-change (シャンジュ橋の夜回り) - 『詩人たちの名誉（欧州編）』所収 - 深夜叢書から地下出版、ヴァランタン・ギロワの偽名による - 1944
  - 「両替橋の夜警番」『デスノス詩集』（堀口大學訳、彌生書房、1978年）所収
- Chantefables, 1944 - 児童文学作品
  - 『おはなしうた』二宮フサ訳、晶文社、1976年（挿絵：飯野和好）
- Rue de la Gaité. Voyage en Bourgogne. Précis de cuisine pour les jours heureux (ゲテ通り、ブルゴーニュへの旅、幸せな日々のための料理概要) - リュシアン・クートー（フランス語版）による挿絵
- Les Trois solitaires. Œuvres posthumes, nouvelles et poèmes inédits (3人の隠者 ― 没後出版作品、未発表の短編・詩), Éditions Les 13 épis, 1947 - イヴェット・アルド（フランス語版）による挿絵
- Domaine public (パブリックドメイン), Gallimard (NRF), 1952
- De l'érotisme, 1953 ; Gallimard, Collection « L'Imaginaire », 2013 - 新版はアニー・ル・ブラン（フランス語版）による序文
  - 『エロチシズム』澁澤龍彦訳、ユリイカ、1958年。のち「翻訳全集」河出書房新社
（ジャック・ドゥセ氏への手紙 / 序言 / 定義への試み / サド以前のエロチシズム / 古代の作家たち / サド以前のエロチシズム（続） / 近世の作家たち / サドと同時代の作家たち / マルキ・ド・サドの啓示 / 十九世紀の諸作家 / 今日のエロチシズム）
  - 『エロティシズム』松本完治訳、エディション・イレーヌ、2021年。新版からの訳書
- La Complainte de Fantômas (ファントマ哀歌), 1954
- Mines de rien (素知らぬ振り), 1957
- Calixto suivi de contrée (カリスト、地方), 1962
- Cinéma (シネマ), 1966（脚本集）
- Chantefables et chantefleurs (お話歌、お花歌), 1970 - 児童文学作品
- Destinée arbitraire (恣意的な運命), 1975
- Nouvelles-Hébrides et autres textes (ヌーヴェル・エブリードほかのテクスト), 1978 - 1922年から1930年にわたって書かれた未発表または絶版になった散文作品を編纂
- Les Rayons et les ombres. Cinéma (光線と影 ― シネマ), Gallimard, 1992 - 映画評論
- Robert Desnos pour l'an 2000 (2000年のロベール・デスノス), Actes du colloque de Cerisy-la-Salle (10-17 juillet 2000) suivi de Lettres inédites à Georges Gautré (1919-1928) et à Youki (1939-1940), Gallimard, 2000 - シンポジウムの報告書、ジョルジュ・ゴートレとユキに宛てた未発表の書簡
- Chantefables. Chantefleurs. La Ménagerie de Tristan. Le parterre d'Hyacinthe. La Géométrie de Daniel (お話歌、お花歌、トリスタン動物園、ヒヤシンスの花壇、ダニエルの幾何学), Éditions Gründ, 2000 - 児童文学作新、ジャン＝クロード・シルベルマンによる挿絵
- Œuvres de Robert Desnos (ロベール・デスノス作品集), Gallimard, Collection « Quarto », 2003 - マリー＝クレール・デュマ監修

邦訳補足
- 『デスノス詩集』（堀口大學訳、彌生書房、1978年）
  - 『堀口大學全集 第3巻（訳詩2）』（小澤書店、復刻版 日本図書センター、2001年）所収。
- 「亡霊の日記」松浦寿輝訳 - 『シュルレアリスムの箱』巖谷國士編（澁澤龍彦文学館11）筑摩書房、1991年 - « Journal d’une apparition »（『シュルレアリスム革命』誌 第9-10号掲載）

## 参考資料
- Marie-Claire Dumas, Robert Desnos, ce coeur qui haïssait la guerre, L'Humanité (5 juin, 2015)
- Marie-José Sirach, Desnos, alias Robert le Diable, le veilleur du Pont-au-Change, L'Humanité (5 mars, 2015)
- Biographie de Robert Desnos - Association des Amis de Robert Desnos
- Robert Desnos - Éditions Larousse (Encyclopédie Larousse en ligne)
- Jacques Bens, ROBERT DESNOS - Encyclopædia Universalis
- Robert Desnos - Poètes en résistance - Réseau Canopé
- 谷昌親「アナーキズムからアセファルへ — シュルレアリスムとファントマス」『シュルレアリスムの射程 ― 言語・無意識・複数性』（鈴木雅雄編、せりか書房、1998年）所収

## 関連書籍
- 小高正行『ロベール・デスノス ― ラジオの詩人』水声社、2015年
- 篠原一郎『海の星 ― イヴォンヌ・ジョルジュを求めて』港の人、2003年
- ユキ・デスノス『ユキの回想 ― エコル・ド・パリへの招待』河盛好蔵訳、美術公論社、1979年
- 千葉文夫『ファントマ幻想 ― 30年代パリのメディアと芸術家たち』青土社、1998年
- 清岡卓行『マロニエの花が言った』新潮社 上・下、1999年 - 長編小説